# G-Music
G-Music est un classement hebdomadaire de musique à Taïwan.